# Rafael de Carvalho
Manoel Rafael de Carvalho (Caiçara, 6 de fevereiro de 1918 -Salvador, 3 de maio de 1981) foi um ator, escritor, autor, dramaturgo, produtor, poeta, compositor, letrista, autor, radioator, radialista, cantor, repentista, cordelista e compositor brasileiro.

## Biografia
Filho de  Maria de Carvalho, nasceu  no Sítio Pedra Tapada, na cidade de Caiçara, no dia 06 de fevereiro de 1918. Iniciou sua carreia no rádio ainda na década de 1940. Em 1948 mudara-se para o Rio de Janeiro. 
Com profícua carreira, iniciou em cinema na década de 1940, tendo trabalhado com importantes cineastas, tais quais Watson Macedo, Victor Di Mello, Domingos de Oliveira, Leon Hirszman e Denoy de Oliveira. 
Fora compositor, tendo suas canções sido gravadas por Ademilde Fonseca, Belinha Silva e Wilson Aguiar. 
Publicara mais de 20 livros, dentre os quais destacam-se "Cantos de Esperança" (1951)m "Carta de Alforria do Camponês" (1962) e "Boi da Paraíba". 
Ligado a pesquisa de folclore, a partir de um movimento liderado por ele fora criado o Centro de Estudos Folclóricos Edson Carneiro, que posteriormente influenciara na criação do Museu do Folclore do Rio de Janeiro. 
Casara-se duas vezes, tendo cinco filhos, dentre eles a atriz Nádia Carvalho. 
Em 1985, fora laureado postumamente com o Prêmio Governador do Estado pelo conjunto de sua obra. 
Faleceu em 03 de maio de 1981, na cidade de Salvador, onde gravava o filme O Baiano Fantasma

## Filmografia

### Televisão
| Ano       | Título              | Personagem                                | Notas                 |
| --------- | ------------------- | ----------------------------------------- | --------------------- |
| 1960      | Chico Anysio Show   | Prefeito Torquato                         |                       |
| 1963-1965 | A Cidade Se Diverte | Capacidade                                |                       |
| 1963-1964 | Gira o Mundo Gira   | Prefeito Torquato                         |                       |
| 1973      | Caso Especial       | Pereira                                   | Episódio: "Inocência" |
| 1973      | O Bem-Amado         | Coronel Emiliano Medrado                  |                       |
| 1975      | Gabriela            | Coronel Coriolano Ribeiro                 |                       |
| 1975      | Roque Santeiro      | Trovoada                                  | Versão censurada      |
| 1976      | Saramandaia         | Seu Cazuza Moreira                        |                       |
| 1979      | Cabocla             | Fernando Romero, Barão de Pindamonhangaba |                       |
| 1980      | Cavalo Amarelo      | Viriato                                   |                       |
| 1981      | Rosa Baiana         | Edmundo Lua Nova de Jesus ('Seu Lua')     |                       |

### Cinema
| Ano  | Título                                   | Personagem             | Notas                 |
| ---- | ---------------------------------------- | ---------------------- | --------------------- |
| 1949 | O Dominó Negro                           | —                      |                       |
| 1958 | Aguenta o Rojão                          | —                      |                       |
| 1959 | Titio Não É Sopa                         | Azevedo                |                       |
| 1960 | O Palhaço O Que É?                       | —                      |                       |
| 1960 | Duas Histórias                           | —                      |                       |
| 1961 | Por um Céu de Liberdade                  | Cearense               |                       |
| 1961 | Um Candango na Belacap                   | Zequinha               |                       |
| 1962 | Vagabundos no Society                    | Mordomo                |                       |
| 1967 | Terra em Transe                          | —                      |                       |
| 1968 | O Homem Nu                               | Gregório               |                       |
| 1969 | Macunaíma                                | Curupira               |                       |
| 1969 | A Um Pulo da Morte                       | —                      |                       |
| 1969 | Chegou a Hora, Camaradas!                | Libório                |                       |
| 1971 | Um Homem Sem Importância                 | Pai                    |                       |
| 1971 | O Doce Esporte do Sexo                   | —                      | Segmento: "O Torneio" |
| 1972 | O Grande Gozador                         | —                      |                       |
| 1972 | Salve-se Quem Puder - Rally da Juventude | Dono da horta          |                       |
| 1973 | O Supercareta                            | —                      |                       |
| 1973 | O Pica-pau Amarelo                       | —                      |                       |
| 1973 | Mais ou Menos Virgem                     | Fernandinho            |                       |
| 1974 | O Trapalhão na Ilha do Tesouro           | Capitão                |                       |
| 1975 | Ana, a Libertina                         | Sizenando              |                       |
| 1975 | Os Maniacos Eróticos                     | Industrial             |                       |
| 1976 | As Aventuras Amorosas de um Padeiro      | Manuel                 |                       |
| 1976 | Fogo Morto                               | Cangaceiro             |                       |
| 1976 | Crueldade Mortal                         | João Vigia             |                       |
| 1977 | Os Caseiros - Vida, Vida                 | Caseiro                |                       |
| 1978 | A Noiva da Cidade                        | Pimenta                |                       |
| 1979 | Gargalhada Final                         | Dono do circo          |                       |
| 1980 | O Homem Que Virou Suco                   | —                      |                       |
| 1981 | Eles Não Usam Black-tie                  | Seu Jurandir           | Lançamento póstumo    |
| 1982 | Dôra Doralina                            | —                      | Lançamento póstumo    |
| 1983 | O Menino Arco-Íris                       | Pai do menino Barrabás | Lançamento póstumo    |
| 1984 | O Baiano Fantasma                        | Chico Peixeira         | Lançamento póstumo    |

## Teatro[6]
- 1958 - O Vale de Electra
- 1963/1964 - Samba, Carnaval e Música
- 1965 - Como Matar Um Playboy
- 1966 - Se Correr o Bicho Pega, Se Ficar o Bicho Come
- 1967 - A Pena e a Lei
- 1968 - O Apocalipse ou O Capeta de Caruaru
- 1968 - Joãozinho Peteleco
- 1970 - Casa Grande e Senzala
- 1970 - Como Matar um Playboy
- 1972 - Pobre menina rica
- 1972/1973 - O Milagre de Nossa Senhora Magrinha
- 1973 - Sermão para Um Machão
- 1977 - Os Saltimbancos
- 1978 - Revista do Henfil
- 1979 - Caixa de Cimento

## Obras
- Cantos de Esperança (1951)
- Carta de Alforria do Camponês (1962))
- Boi da Paraíba (1971)
- Quadra e Quadrilha (1978)